# Enrique Valera y Ramírez de Saavedra
Enrique Valera y Ramírez de Saavedra (Madrid, 30 de enero de 1899-Madrid, 13 de diciembre de 1947) fue un diplomático español, también conocido como el marqués de Auñón.

## Biografía
Nacido el 30 de enero de 1899 en Madrid, era hijo del marqués de Villasinda (1870-1926), y nieto de Juan Valera (1824-1905). Empezó a trabajar de diplomático en 1918 como adjunto en la embajada española en el Vaticano. El marqués de Auñón, que contrajo matrimonio con Luisa Muguiro y Pierrad en 1930, durante la Segunda República trabajó en la Dirección General de Marruecos y Colonias. Se afilió a Falange poco antes del golpe de Estado de julio de 1936. Comenzada la guerra civil española, fue miembro del equipo diplomático del ministro de Estado republicano Julio Álvarez del Vayo enviado a la Sociedad de Naciones de Ginebra, y, en septiembre de 1936 ya había abandonado la lealtad republicana y se había unido al bando sublevado, al igual que su hermano Javier, el marqués de Bogaraya.
Desde abril de 1939 hasta su fallecimiento desempeñó las responsabilidades de relaciones culturales con el extranjero de la dictadura franquista, primero como jefe de sección, y, a partir de enero de 1946, con la reorganización en 1945 del Ministerio de Asuntos Exteriores (MAE), en calidad de director general. Miembro fundador del consejo ejecutivo del CSIC, en 1941 fue, en calidad de jefe de la Sección de Relaciones Culturales del MAE, uno de los componentes nombrados por decreto de 7 de enero de 1941 del llamado Consejo de la Hispanidad. Habría fallecido en Madrid, el 13 de diciembre de 1947. Fue sucedido como director general de Relaciones Culturales por Carlos Cañal, marqués de Saavedra.
Fue XIV marqués de Auñón y VIII marqués de Villasinda.

## Reconocimientos
- Comendador de la Orden Civil de Alfonso X el Sabio (1942)[12]